# Liste der Naturdenkmale in Busenberg
Die Liste der Naturdenkmale in Busenberg nennt die im Gemeindegebiet von Busenberg ausgewiesenen Naturdenkmale (Stand 23. Mai 2024).

## Naturdenkmale
| Nr.         | Bezeichnung        | Lage                                                                                   | Beschreibung | Bild                                    |
| ----------- | ------------------ | -------------------------------------------------------------------------------------- | --- | --------------------------------------- |
| ND-7340-177 | Buchkammerfels     | südlich des Ortes am Westhang des Heidenbergs Lage                                     | Buntsandsteinfelsen mit einer Höhle aus vier anthropogenen Felsenkammern („Buchkammer“); teilweise zu Erlenbach bei Dahn | Fotos hochladen                         |
| ND-7340-178 | Buhlstein          | östlich des Ortes; Abteilung Am Bühlstein Lage                                         | auch Budelstein; langgestreckter Felsengrat                                                                              | Direkt Bild zu diesem Denkmal hochladen |
| ND-7340-179 | Langenwalderfelsen | nordöstlich des Ortes und östlich der Bärenbrunnermühle; Abteilung Langenwald Lage     | auch Pferchfeldfelsen; langgestreckter Felsengrat                                                                        | mehr Fotos \| Fotos hochladen           |
| ND-7340-180 | Eichelbergfelsen   | nördlich des Ortes und westlich des Bärenbrunnerhofs, am Westgrat des Eichelbergs Lage | Felsengruppe | Direkt Bild zu diesem Denkmal hochladen |

## Ehemalige Naturdenkmale
| Nr. | Bezeichnung    | Lage                         | Beschreibung                           | Bild                                    |
| --- | -------------- | ---------------------------- | -------------------------------------- | --------------------------------------- |
|     | Freiheitslinde | Hauptstraße, bei Nr. 23 Lage | Tilia sp.; Rechtsverordnung aufgehoben | Direkt Bild zu diesem Denkmal hochladen |